# Princip symetrie

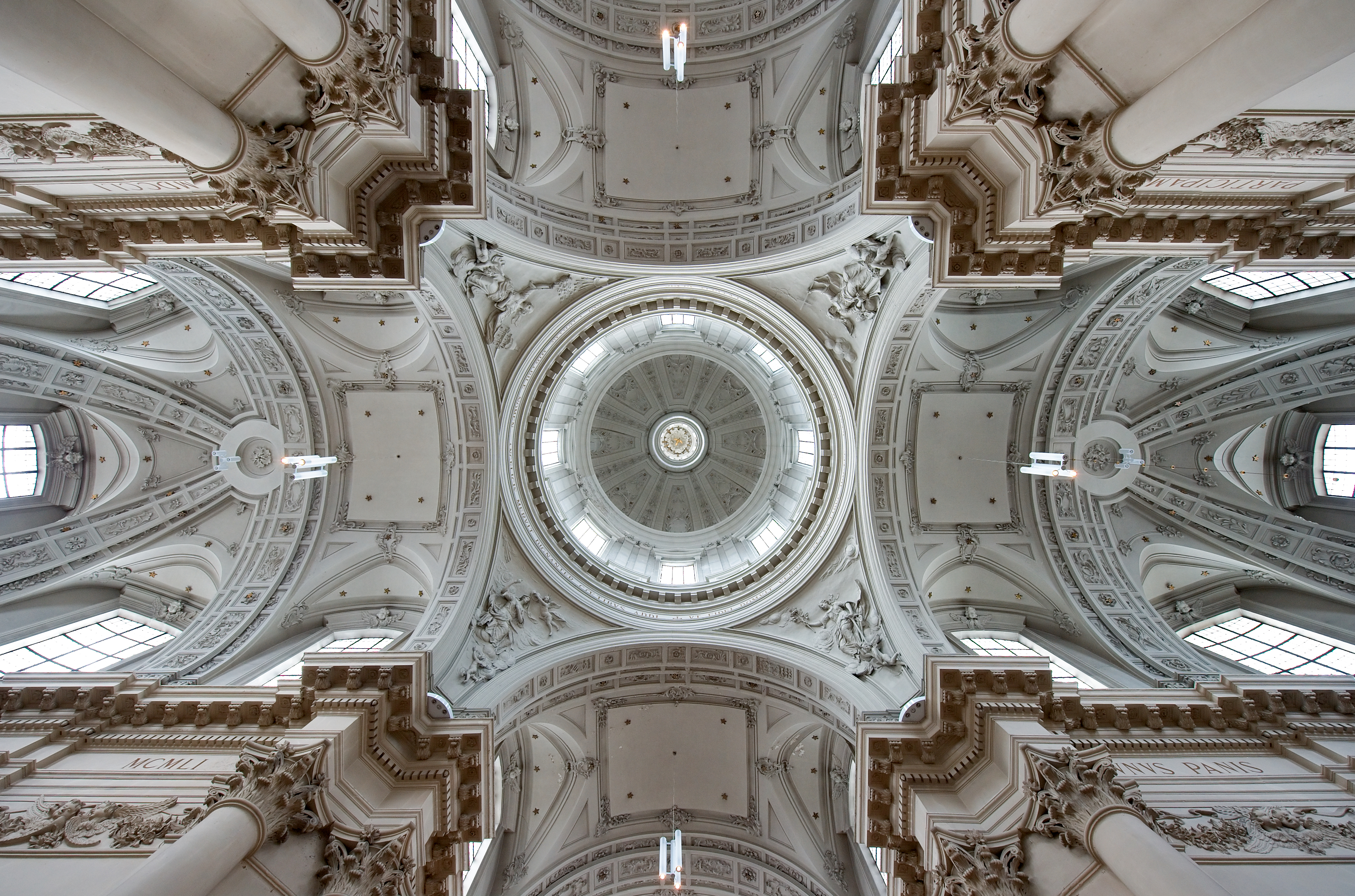
Katedrála svatého Albána v belgickém Namuru

Princip symetrie, neboli symetrická kompozice je ve fotografii jedním ze základních skladebných principů pro uspořádání prvků v obrazu. Symetrie je pravidelné rozmístění prvků kolem středu nebo kolem některé osy (vertikální, horizontální, úhlopříčky). Prvky jsou stejné nebo velmi podobné tvarem, velikostí nebo barvou. Symetrie vyvolává vyváženost, rovnováhu, klid. Prvky symetrie najdeme často v přírodě u rostlin, zvířat nebo v krystalové mřížce nerostů. Vhodný formát pro symetrii je čtverec. Lze však komponovat na obdélník na výšku i na šířku, dokonce lze volit i jiné obrazové rámy, jako například trojúhelník, kruh, elipsu a podobně.

## Galerie

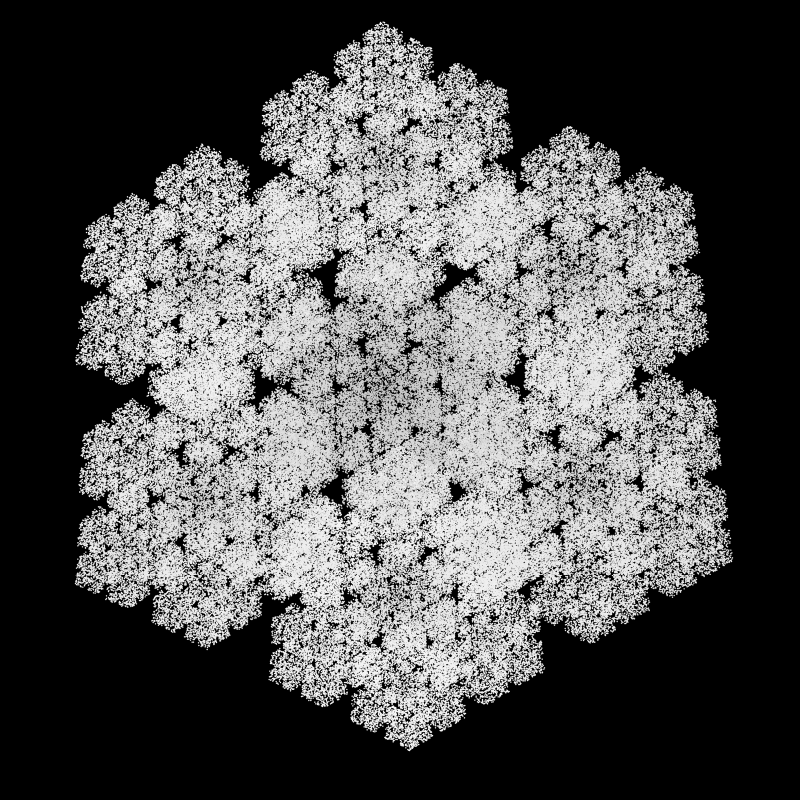
Fraktálová sněhová vločka
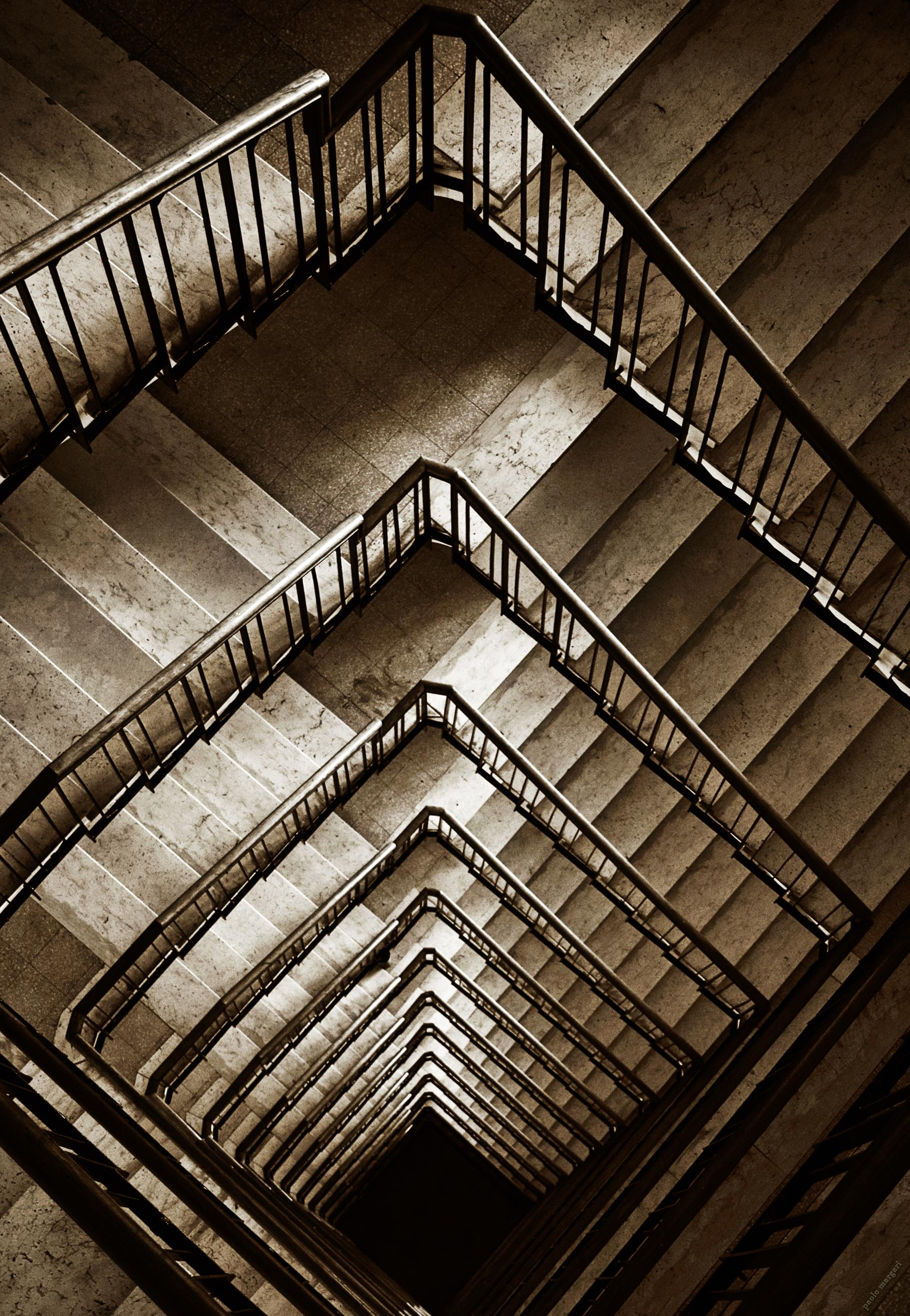
Schodiště
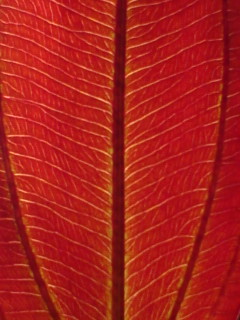
Symetrie listu